# Џон Бреј
Сан Франциско
Џон Бреј (енгл. John Bray; Мидлпорт, 19. август 1875 — Сан Франциско, 15. јул 1945) је бивши амерички атлетичар, специјалиста трчање на средњим пругама. Такмичио се за Вилијамс колеџ.
Бреј је учествовао на Олимпијским играма 1900. у Паризу у тркама на 800 и 1.500 метара. У првој дисциплини, освојио је друго место у једној од полуфиналних група, да би у финалу био шести. У трци на 1.500 метара, која је одржана 15. јула 1900, завршио је на трећем месту и освојио бронзану медаљу.
После завршене спортске каријере преселио се у Сан Франциско, где је радио као представник неколико електро предузећа у Одбору директора трговине у Сан Франциску.

## Лични рекорди
- 800 м — 1:55,3 (1900)
- 1.500 м — 4:07,2 (1900)
- 1 миља — 4:43,6 (1900)